# 菲盖罗波利斯
菲盖罗波利斯是巴西托坎廷斯州的一个市镇。总面积1930.064平方公里，总人口4820人，人口密度2.5人/平方公里。